# Simca-Fiat 6CV
La 6CV è un'autovettura di fascia medio-bassa prodotta dal 1932 al 1937 dalla casa automobilistica italo-francese SIMCA-FIAT.

## Storia
Si trattava in pratica della Fiat 508 Balilla prodotta su licenza in Francia; questa vettura, la prima ad essere prodotta dalla SIMCA su licenza accordata dalla FIAT, in realtà all'inizio della sua carriera non era neppure marchiata SIMCA semplicemente perché l'azienda non esisteva ancora essendo stata fondata ufficialmente nel novembre del 1934.
L'azienda da cui la Simca derivava si chiamava inizialmente SAFAF, ossia "Société Anonyme pour la fabrication en France des Automobiles Fiat" - Società Anonima per la Fabbricazione delle Automobili Fiat in Francia -. Le prime 6CV furono pertanto prodotte da tale azienda.
Della Balilla italiana, la 6CV riprendeva la meccanica, il telaio e le carrozzerie disponibili.
Le varie parti della 6CV erano prodotte separatamente in diverse località e da vari produttori per evitare copie abusive, per poi essere assemblate in un secondo momento nella cittadina di Suresnes.
All'inizio della sua produzione, la 6CV era disponibile come berlina, coach, coupé e roadster.
Il motore era lo stesso della Balilla, vale a dire un 4 cilindri in linea da 995 cm³, con distribuzione a valvole laterali. La potenza massima era di 20 CV a 3400 giri/min.
La trazione era posteriore ed il cambio era a 3 marce. La velocità massima era di 80 km/h, ma le versioni roadster erano più potenti e disponevano di 30 CV, poi divenuti anche 34 CV, con velocità massime di 110 e 115 km/h.
Alla fine del 1933, la 6CV fu ristilizzata ed adottò una linea più morbida ed aerodinamica. Meccanicamente fu invece introdotto un nuovo cambio a 4 marce in luogo del vecchio cambio a 3 marce. Anche il motore fu leggermente rivisto e passò a 24 CV a 3600 giri/min, con velocità massima di 85 km/h.
Nel novembre 1934 nacque la Simca e la 6CV fu prodotta con questo nuovo marchio, non più a Suresnes, ma a Nanterre, sede della nuova casa automobilistica.
Alla fine del 1935, la berlina fu nuovamente ridisegnata in chiave ancor più aerodinamica e successivamente anche il resto della gamma si adeguò a tale nuovo disegno. Nel frattempo, il marchio Simca divenne sempre più evidente nel logo, lasciando sempre più in secondo piano quello della Fiat.
Le vendite della 6CV continuarono a buon livello anche dopo la presentazione della più economica Simca 5 nel 1936; fu tolta di produzione nel 1937 e fu rimpiazzata dalla Simca 8.